# Corps-franc de la Montagne Noire
Les corps-francs de la Montagne Noire sont, durant la Seconde Guerre mondiale, des groupes de la Résistance française implantés dans la Montagne Noire, à cheval sur les départements de l'Aude et du Tarn.

## Organisation

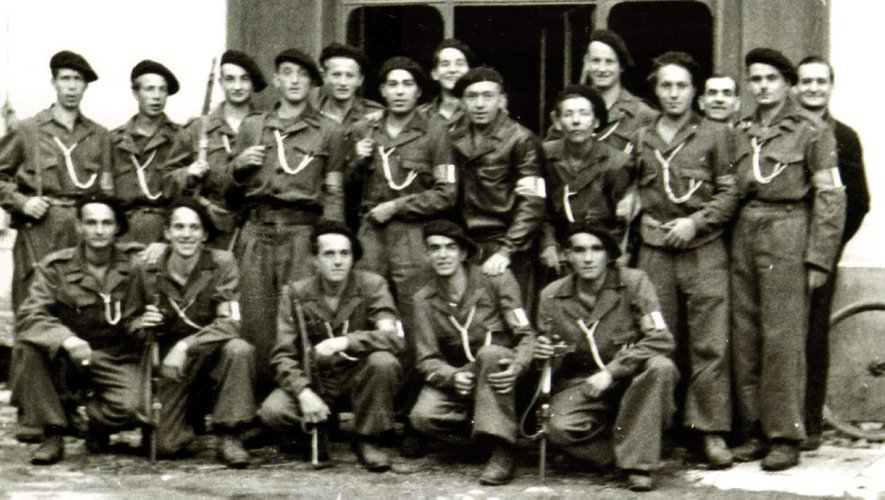
Image du soldat du corps franc de la Montagne noire en 1944.

La mise en place de ce maquis pour fédérer les opposants à l'armistice de 1940, à la politique du gouvernement de Vichy et à l'occupation du sud de la France après l'opération Anton, est initiée par Roger Mompezat, avec l'aide d'Henri Sevenet et de Bernard Jouan de Kervenoaël.
Roger Mompezat choisit la montagne Noire pour sa forêt sauvage et sa proximité avec des axes susceptibles d'être utilisés par les forces d'occupation.
Roger Mompezat planifie une organisation pour gérer 500 résistants. Rapidement, ce sont 1000 hommes qui se cachent dans le maquis. Ils sont dispersés dans cinq camps : Plô del May, Fonbruno, Le Rietgé, Co de David et la Galaube. Une véritable organisation doit se mettre en place pour assurer le ravitaillement. Pour l'habillement, un camion destiné aux chantiers de la jeunesse est volé à Toulouse. L'armement arrive par parachutage d'Alger sur le plateau du Pic de Nore : mitraillettes, grenades, fusils, munitions, explosifs et quelques mitrailleuses.
Les troupes sont disparates avec des jeunes de la région réfractaires au service du travail obligatoire, des républicains espagnols, des Maghrébins mineurs à Salsigne, Alsaciens malgré-nous déserteurs...

## Historique
Cette organisation ne passe pas inaperçue et les Allemands décident d'agir et d'attaquer les camps dans la forêt. Le 20 juillet 1944, l'offensive démarre par le bombardement du camp de la Galaube : six Junkers Ju 88 et deux appareils de reconnaissance survolent la forêt dès 6 h 45. Après avoir lâché des bombes à fragmentation, les avions repassent pour mitrailler le camp désorganisé. Les mitrailleuses du plô del May touchent deux avions. Ces derniers partent ravitailler et ne reviennent qu'à quatre pour attaquer le camp mitrailleur et celui du Rietgé. Les camps sont détruits, mais seuls quatre hommes sont morts dont Henri Sévenet, chef du camp de la Galaube.
À la Galaube, les rescapés du bombardement sont attaqués par l'infanterie appuyée par des blindés et de l'armement lourd. Entre 1 200 et 1 500 hommes arrivent du sud, de l'ouest et du nord. À seize heures et malgré une résistance tenace, les maquisards sont débordés par l'avance des Allemands qui occupent deux camps. Mompezat donne l'ordre du repli. Une partie gagne à pied l'est du massif montagneux vers le pic de Nore, l'autre fuit en camion, passant par Mazamet, au nez et à la barbe de la garnison locale. Si les camps sont détruits, les résistants n'ont perdu que 4 hommes, gardant quasi intact leur pouvoir de nuisance, alors que les Allemands ont perdu une centaine de combattants et trois avions.
Une seconde offensive destinée à achever le travail inabouti se prépare par la concentration de forces à Saint-Ferréol. Les dirigeants décident la dissolution du maquis et les hommes rejoignent par petits groupes des maquis voisins : maquis de Vabre ou maquis de Picaussel dans l'Aude. D'autres se cachent dans les départements alentour.
Le 17 août et en dépit de moyens de communication dérisoires, Monpezat regroupe ce qu'il peut de ses forces et prête main-forte au maquis de Saint-Pons-de-Thomières. En septembre, un groupe rejoint d'autres combattants pour former le premier bataillon de l'Aude. Une autre partie rejoint la première armée de de Lattre, libère l'Alsace et atteint l'Allemagne du sud.

## Membres
- Roger Mompezat (1898-1958), fondateur du Maquis[2], Compagnon de la Libération.
- Henri Sevenet (1910-1944), agent secret de la France Libre, cofondateur du Maquis en 1944.
- Bernard Jouan de Kervenoaël (1912-1970), dit le "Capitaine Saint-Michel", officier de cavalerie, organisateur militaire du Maquis.
- Henri de Villeneuve (1904-1981), prêtre, aumônier du C.F.M.N. puis du 8° Dragons.
- Gilbert Paillery (1917-1944), maréchal-des-logis-chef, tué au combat le 22 avril 1944 à La Jasse-en-Martinou[3].
- Bertrand Lamourelle (1924-1944), tué au combat le 23 août 1944 au Pont-de-la-Mouline, étudiant[4].
- Yvan Cros (1924 - )[5], décoré de la Légion d'honneur en 2025[6].

## Témoignages
Plusieurs objets et éléments présents dans la région témoignent des événements qui s'y sont déroulés :
- Musée des Vieux Métiers à Saissac : L'enveloppe de la bombe ayant tué Henri Sevenet à la Galaube y est présentée.
- En 1998, René Gayral, résistant et ancien du corps franc de la Montagne Noire, fait don de sa collection d'armes au Musée Goya de Castres. Parmi les 400 pièces d'armement, une vitrine présente des armes saisies aux allemands (pistolets, casques, dagues) mais aussi divers papiers et documents témoignant de l'Occupation[7].

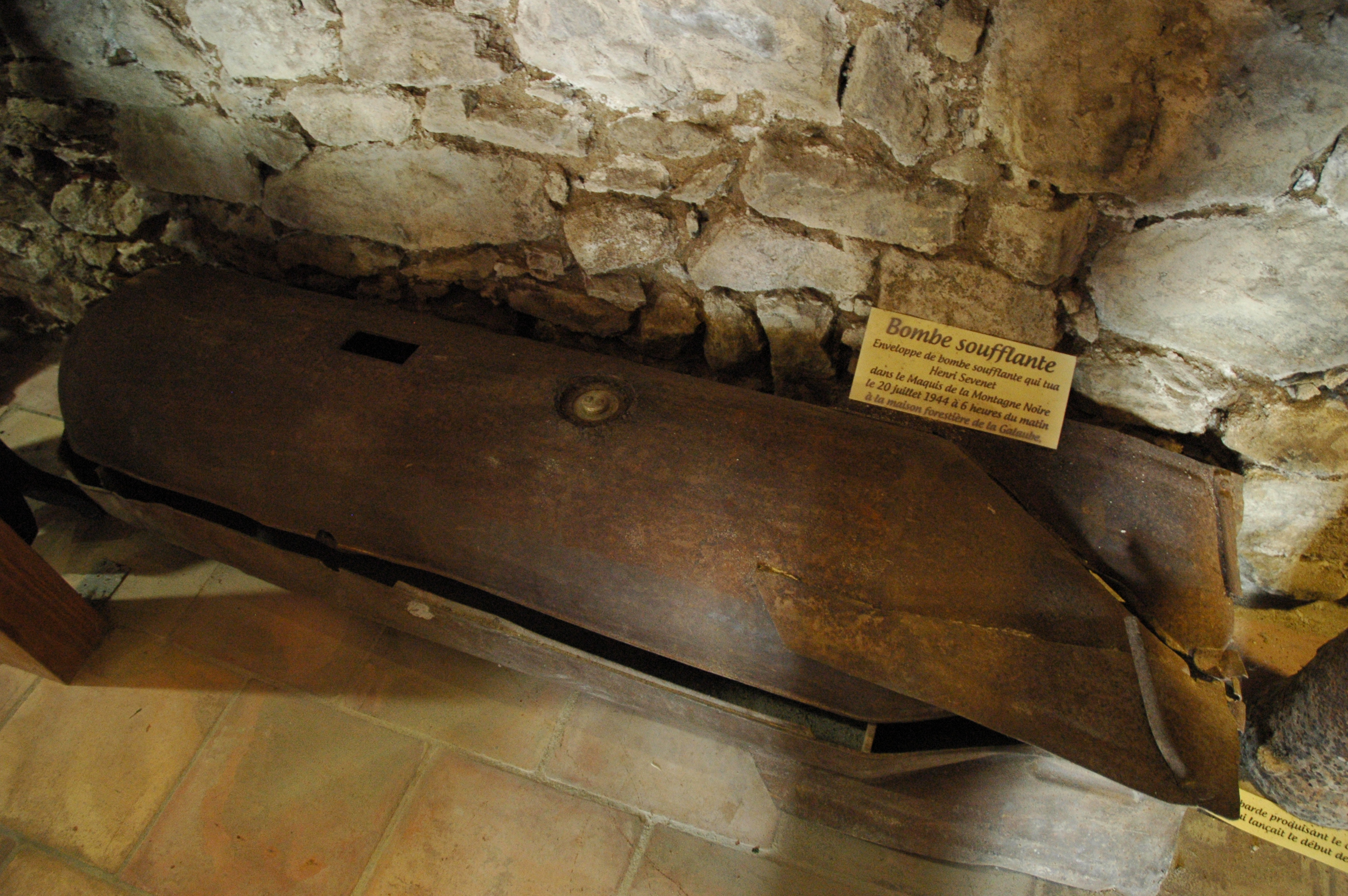
Enveloppe de la bombe soufflante du 20 juillet 1944 (Musée des Vieux Métiers)
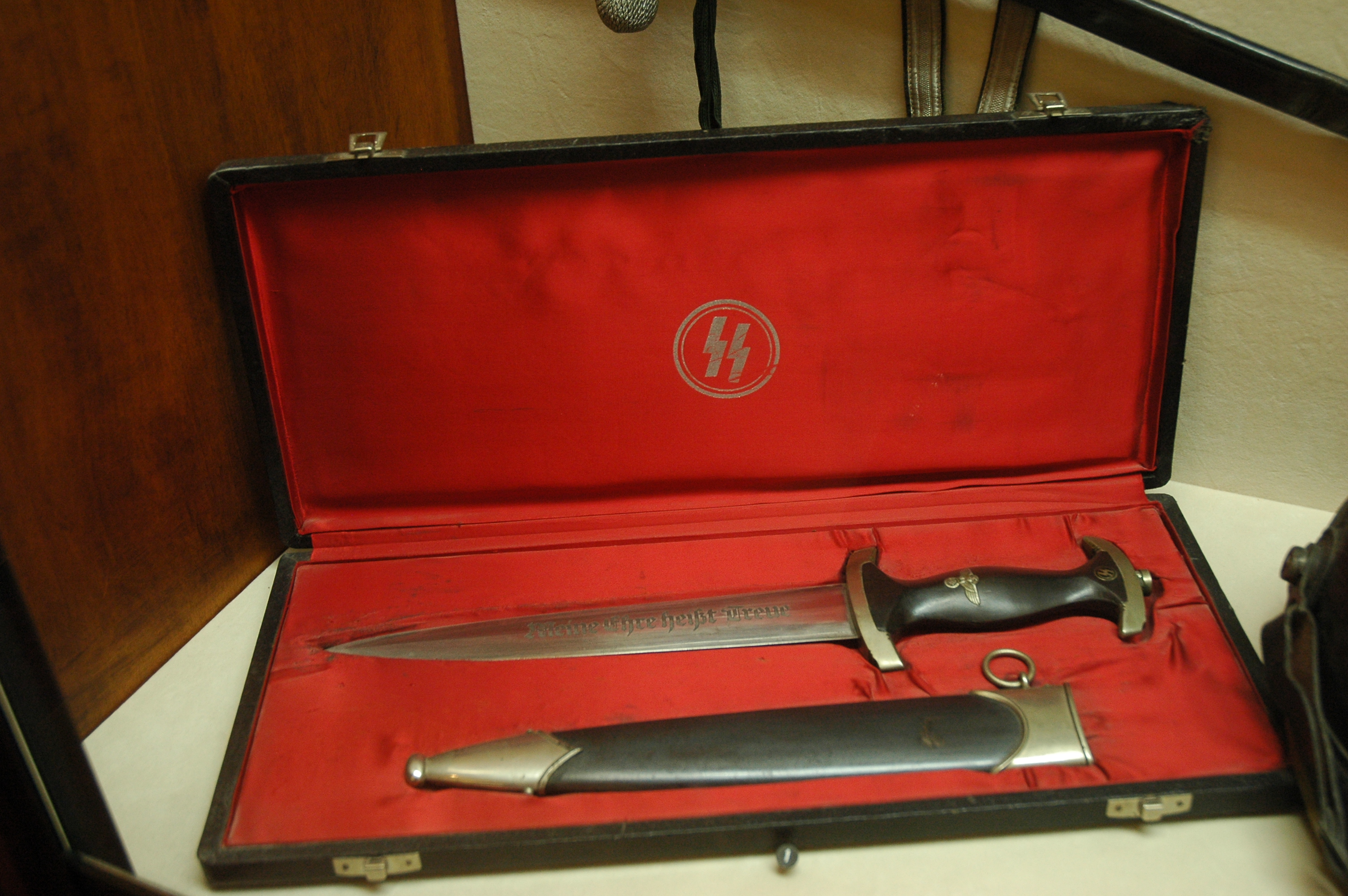
Dague allemande SS (Musée Goya)